# الکس پدرزولی
الکس پدرزولی (انگلیسی: Alex Pederzoli؛ زادهٔ ۶ مارس ۱۹۸۴) بازیکن فوتبال اهل ایتالیا است.
از باشگاه‌هایی که در آن بازی کرده‌است می‌توان به باشگاه فوتبال آسکولی، باشگاه فوتبال یوونتوس، باشگاه فوتبال بولونیا، باشگاه فوتبال ونتزیا، باشگاه فوتبال پیستویزه، باشگاه فوتبال پادوا، باشگاه فوتبال کروتونه، باشگاه فوتبال رجانا، و باشگاه فوتبال کومو اشاره کرد.
وی همچنین در تیم‌های ملی فوتبال زیر ۱۶ سال ایتالیا، زیر ۱۷ سال ایتالیا، زیر ۱۸ سال ایتالیا، زیر ۱۹ سال ایتالیا، و زیر ۲۰ سال ایتالیا بازی کرده‌است.